# Cupola di Al-Khidr
La cupola di Al Khidr (in arabo عليه السلام‎?) è una cupola autoportante situata nell'angolo sud-ovest del monte del Tempio  nella Città Vecchia di Gerusalemme.

## Storia
Secondo la tradizione, la cupola sarebbe stata costruita nel XVI secolo, in commemorazione di al-Khidr, un santo menzionato nel versetto 65-82, capitolo 18 del Corano e sorgerebbe nel punto in cui al-Khidr si fermò a pregare Allah.

## Architettura
La cupola ha struttura esagonale ed è supportata da sei colonne di marmo grigio. Al suo interno ha una nicchia in pietra rossa.